# Růženec (Bílá Voda)
Růženec (německy Rosenkranz) je někdejší osada při kupecké cestě vedoucí sedlem mezi Borůvkovou horou (900 m n. m.) a Javorníkem (768 m n. m.).

## Poloha
Osada se nacházela v Růžencovém průsmyku v Rychlebských horách, na jih od obce Bílá Voda. V místě někdejší osady pramení bezejmenný potok, jenž je levostranným přítokem Bílé vody.

## Historie

### 17.a 18.století
Vznikla pravděpodobně na počátku 17. století. Tehdy měla podobu domků rozkládajících se kolem formanské hospody nazvané „U růžového věnce“. Pohostinské zařízení nabízelo občerstvení pocestným putujícím ze Slezska do Kladska, kam mířili k tamnímu mariánskému obrázku. Odtud zřejmě osada dostala i své jméno. Po válkách o rakouské dědictví mezi Marií Terezií a pruským králem Fridrichem II. se osada stala hraniční obcí. Traduje se, že na konci 18. století navštívil místo císař Josef II. v doprovodu básníka Johanna Wolfganga Goetheho.

### 19.a 20.století
Na počátku 19. století se zvýšil počet domů v osadě na deset. Současně zde byla vybudována také kaple zasvěcená Antonínu Paduánskému. Další objekt přibyl roku 1836, kdy počet obyvatel v Růženci čítal 63. Posléze se sice osada rozšířila na dvanáct domů, ale počet obyvatel klesal. Na začátku 20. století činil asi padesát. Obyvatelé pracovali buď v zemědělství, nebo dojížděli do Złotého Stoku (tehdy Reichenstein), kde nacházeli obživu coby zedníci nebo dělníci. Přes léto se navíc nabízela možnost obživy prací v lesích, když na práce dohlížel místní fořt bydlící v jednom z růženeckých domů.
Po rozpadu rakousko-uherské monarchie a vzniku Československa začali v osadě působit příslušníci finanční stráže. Lokalita tou dobou patřila k výletním místům lidí z okolí i ze sousedního Německa. Roku 1933, kdy se v Německu dostali k moci nacisté, obsadily jednotky Sturmabteilung (SA) státní hranici z německé strany a turistický ruch ustal. Na základě Mnichovské dohody (1938) se navíc obec stala součástí Německa a přestala plnit roli hraničního místa. Po osvobození Rudou armádou v květnu 1945, jejíž příslušníci poškodili i kapli Antonína Paduánského, se obec stala opět součástí Československa. Většina místních obyvatel, až na jednu rodinu, byla po válce vysídlena do Německa a i tato rodina posléze, v roce 1949, musela odejít do Bílé Vody. V dalších letech pak byly všechny domy, s výjimkou fořtovny, zbourány. Ničení neušla ani kaple, k níž se každoročně 13. června v den svátku jejího patrona konaly poutě věřících, jimž zbořením kaple chtěli místní představitelé vládnoucí Komunistické strany Československa (KSČ) zabránit. Fořtovna je tak jediným objektem, jenž z Růžence zbyl.

## Turismus
V místě lokality se nachází rozcestník značených turistických cest nazvaný „Růženec“. Vede tudy také cyklotrasa číslo 6044.